# Sibirische Keulenschrecke

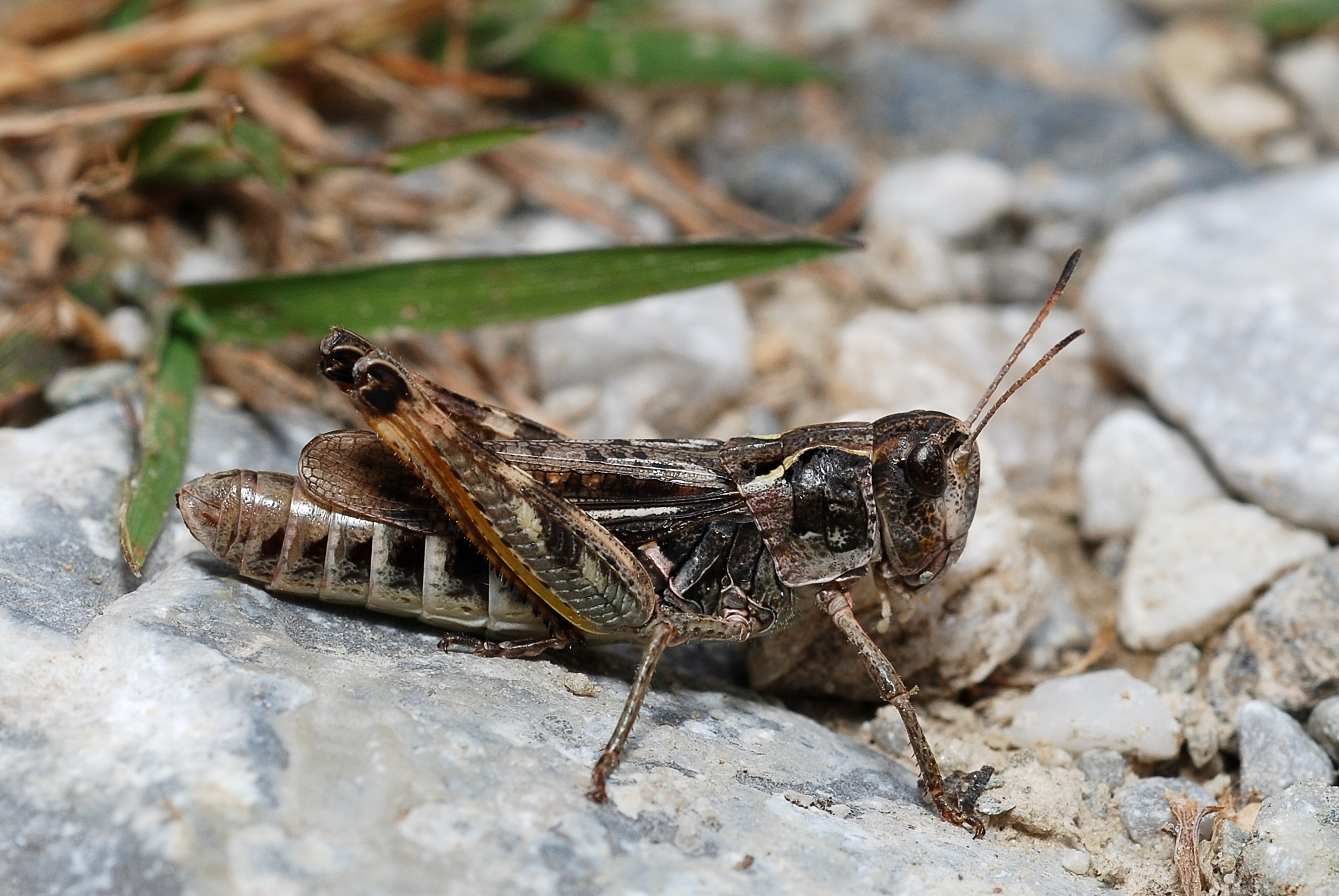
Sibirische Keulenschrecke (Gomphocerus sibiricus), Weibchen

Die Sibirische Keulenschrecke (Gomphocerus sibiricus) ist eine Kurzfühlerschrecke aus der Familie der Feldheuschrecken (Acrididae). Die Art ist die einzige ihrer Gattung in Europa.

## Merkmale
Die 18 bis 25 mm große Art lässt sich leicht an den schwach gekeulten und abgeplatteten (am Ende nicht weißen) Fühlerspitzen, dem bucklig gewölbten Halsschild und bei den Männchen an den blasenförmig verdickten Vorderschienen erkennen. Die Färbung bildet eine variable Mischung aus Braun-, Grün- und Grautönen, teils auch Gelbtönen. Der charakteristische und recht laute Gesang besteht aus einer schnellen Reihung von „trä“-Silben, die in 15 bis 20 Sekunden langen Versen vorgetragen werden.

## Vorkommen
Die Art kommt als einzige Heuschreckenart Deutschlands ausschließlich im bayrischen Alpenraum vor. Ihr flächenmäßig größter Verbreitungsschwerpunkt ist der Landkreis Oberallgäu. Sie ist eine eurosibirische Art mit dem Hauptverbreitungsareal in Sibirien. In Mittel- und Südeuropa ist sie auf die Hochgebirge beschränkt: Pyrenäen und Sierra de Guadarrama, mittlerer und südlicher Apennin, Alpen, Karpaten, Balkangebirge und Kaukasus.
Typische Lebensräume in Deutschland sind trockene, rohboden- bzw. felsreiche, steinige und möglichst vollsonnige alpine Rasen bzw. Rasenkomplexe verschiedener Ausprägungen.

## Lebensweise
Die Sibirische Keulenschrecke ernährt sich herbivor. Die Eiablage erfolgt in den Boden. Die Sibirische Keulenschrecke ist aus anderen Ländern bekannt für enorme Bestandsschwankungen bis hin zu Massenvermehrungen. Massenvermehrungen mit Schadwirkung für die Landwirtschaft sind aus Deutschland jedoch bisher nicht bekannt geworden. Trotz guter Flugfähigkeit scheint sie nicht in der Lage zu sein, alle geeigneten Habitate im Alpenraum zu besiedeln.

## Gefährdung und Schutz
Die Vorkommen in Deutschland scheinen stabil zu sein.